# Departamento Leales
Das Departamento Leales liegt im Osten der Provinz Tucumán im Nordwesten Argentiniens und ist eine von 17 Verwaltungseinheiten der Provinz. Es grenzt im Norden an das Departamento Cruz Alta, im Osten an die Provinz Santiago del Estero, im Süden an die Departamentos Simoca und Monteros und im Westen an die Departamentos Famaillá und Lules. Die Hauptstadt des Departamento Leales heißt Bella Vista.

## Städte und Gemeinden
Das Departamento Leales ist in folgende Gemeinden unterteilt:
- Agua Dulce y La Soledad
- Bella Vista
- El Mojón
- Esquina y Mancopa
- Estación Araoz y Tacanas
- Las Talas
- Los Gómez
- Los Puestos
- Manuel García Fernández
- Quilmes y Los Sueldos
- Río Colorado
- Santa Rosa de Leales
- Villa de Leales

Koordinaten: 27° 6′ S, 65° 6′ W